# Édouard Deru
Édouard Deru, né à Verviers le 15 février 1875 et mort à San Francisco le 27 mars 1928, est un violoniste et pédagogue belge.

## Biographie
Après une formation au Conservatoire de Verviers, Édouard Deru poursuit ses études au Conservatoire royal de Bruxelles dans la classe d'Eugène Ysaÿe, dans laquelle il obtient son premier prix en 1893. En 1894, il devient violon solo à La Monnaie. Durant cette époque, il joue souvent en soliste aux Concerts populaires et aux Concerts Ysaÿe à Bruxelles. Entre 1897 et 1907, il est 'Concertmeester' (premier violon) de l'orchestre du Kursaal à Ostende, tout en donnant de nombreux concerts de musique de chambre. Dès 1901, il entreprend des tournées en Angleterre, en France et aux Pays-Bas. En 1910, il obtient le titre de violoniste de Leurs Majestés le roi Albert et la reine Élisabeth de Belgique, et donne des leçons de musique aux princes Léopold et Charles de Belgique. 
Durant la Première Guerre mondiale, Deru séjourne à Londres au cours des premiers mois de 1915, participant à des concerts caritatifs organisés notamment par le journaliste et poète Lucien Solvay (1851-1950) afin de récolter des fonds pour aider la population, les artistes et les soldats belges. Deru donne aussi des récitals sur le front en septembre 1915, accompagné du ministre d’État Émile Vandervelde. En 1916, il part aux États-Unis. De retour en Belgique en 1919, il devient professeur de violon au Conservatoire de Liège. En 1924, il s'installe comme concertiste et enseignant à San Francisco où il meurt en 1928,,.

### Biographie détaillée
Édouard Deru entre au Conservatoire de Bruxelles le 22 septembre 1891, à l'âge de 16 ans, pour suivre les cours d'Eugène Ysaÿe. Il se forme aussi à l'harmonie avec Gustave Huberti et Alfred Wotquenne. Il est admis au concours de violon en 1892 et y obtient un second prix avec distinction. L'année suivante, il se voit décerner un premier prix, également avec distinction. À cette occasion, il joue notamment la Fantaisie écossaise de Max Bruch.
À sa sortie du Conservatoire en 1893, il donne de nombreux concerts, avec Ysaÿe, aux Concerts populaires, à la Grande Harmonie ou encore au Waux-Hall.
En 1894, il est engagé comme premier violon solo au théâtre de La Monnaie. En 1897, il devient concertmeister de l'orchestre symphonique du Kursaal d'Ostende, pupitre qu'Ysaÿe avait occupé entre 1876 et 1878.
Le 2 février 1899, il ouvre une maison d'édition, magasin de musique et d'instruments à cordes, lutherie, vente et location de pianos, au n° 13 de la galerie du Roi. Dans la circulaire qu'il publie dans Le Guide musical du 22 janvier 1899, il explique que ses relations dans le monde musical et que « la sympathie dont [l']honorent beaucoup d'artistes de grand renom [lui] permettent de publier des œuvres de compositeurs dont les noms suivent : École française : Raoul Pugno, Ernest Chausson, André Messager, A. Béon. École belge : Eug. Ysaÿe, Jan Blockx, Thomson, Arthur De Greef, Huberti, Paul Gilson, Joseph Jacob, Théo Ysaÿe, Ph. Flon, Léon Rinskopf, Emile Agniez, François Rasse, Anthony, A. Marchot, Ruhlmann, Marcel Lefèvre, Dubois, De Jaeger, F. Bouserez, Maurice Defosse, Mélange ».
Au début de sa carrière, il est très actif en Belgique, jouant en soliste mais aussi au sein de diverses formations. Ysaÿe le sollicite pour jouer dans ses Concerts Ysaÿe et lui propose d'être également son partenaire ; ils jouent par exemple ensemble le Concerto pour deux violons de Bach, le 14 août 1903 au Kursaal d'Ostende. Deru jouera aussi les œuvres composées par Ysaÿe. Ainsi, en septembre 1903, il joue Rêve d'enfant au Kursaal d'Ostende, tandis que son maître l'avait interprété au même endroit un mois auparavant.
Le 22 septembre 1903, Deru épouse la pianiste Marie Staadt, à l'église de Saint-Josse-ten-Noode. Lors de la cérémonie, Eugene Ysaÿe fait résonner son violon tandis que Henri Albers chante.
Deru joue avec Ysaÿe mais aussi avec d'autres élèves du maître comme Mathieu Crickboom. Il participe à la renaissance de la musique ancienne dans les programmes des concerts en jouant, par exemple, le 6 février 1904, au Cercle artistique et littéraire, avec Ysaÿe et Crickboom, le Concerto pour trois violons en fa majeur RV 551 de Vivaldi.
Deru se voit également confier la création bruxelloise de Chant d'hiver d'Ysaÿe, dans la salle de la Grande Harmonie, le 3 novembre 1904, l'orchestre des Concerts Ysaÿe étant dirigé par le compositeur. Les deux violonistes continuent à collaborer, surtout après l'arrêt du Quatuor Ysaÿe. Ainsi, Deru participe à la création du Quintette opus 89 de Fauré, le 23 mars 1906, au Cercle artistique et littéraire. Gabriel Fauré tient lui-même la partie de piano, le quatuor étant constitué de Ysaÿe, Deru, Van Hout et Jacobs.
Une autre facette importante de Deru est son rôle de professeur. Sa plus illustre élève est sans aucun doute, dès 1907, la future Reine Élisabeth, dont il loue les qualités musicales. C'est Ysaÿe qui a proposé son ancien élève comme professeur de la princesse, lorsqu'il est à l'étranger. C'est ainsi que Deru sera nommé en 1910 violoniste de Leurs Majestés le Roi et la Reine des Belges, et c'est aussi la première fois que ce privilège est attribué. Dans un journal américain, Deru souligne qu'il était « l'assistant principal » d'Ysaÿe.
Deru développe aussi une carrière internationale, en commençant par Londres, à l'Aeolian Hall, le 8 mai 1911, où il joue la Chaconne de Vitali. Mais il continue à se produire en Belgique. Ainsi, le 14 mai 1914, il accompagne Ysaÿe, qui inaugure son titre de maître de chapelle à la cour, en jouant à la première communion du Prince Charles et à la confirmation du Prince Léopold.
Deru est aussi le témoin privilégié de la venue de Camille Saint-Saëns à Bruxelles. Le 3 mars 1914, le Roi organise un dîner en l'honneur du compositeur. Deru joue avec Saint-Saëns Triptyque, ensemble de trois pièces dédié à la Reine, ainsi que Romance en ut.
Mais la Première Guerre mondiale éclate. Deru, fait prisonnier, s'échappe et rejoint la Hollande. Ensuite, comme beaucoup d'autres artistes belges, il s'exile à Londres et participe à de nombreux concerts caritatifs entre janvier et juin 1915. Début février, il se rend dans la résidence du 8 Kensington Palace Gardens pour interpréter avec Arthur De Greef, la Sonate de Franck. Il est aussi le partenaire d'Ysaÿe, également réfugié à Londres, dans un concert qui se tient au Queen's Hall le 1er mars 1915, organisé pour financer le Belgian Field Ambulance Service, le service des hôpitaux militaires au front. Il joue avec lui le Concerto pour deux violons de Bach, accompagné de l'orchestre "of the Belgian popular concerts", dirigé par Anthony Dubois, un autre ancien élève du maître ; lors de la même soirée, le ténor Ernest Van Dyck chante, sous la direction d'Ysaÿe, et Émile Vandervelde prononce un discours. Deru joue également au Steinway Hall de Londres le 15 juin 1915. 
Le 6 mars 1916, Deru et son épouse débarquent à New York pour s'installer aux États-Unis; les journaux américains annoncent l'arrivée du violoniste belge car il est l'élève d'Eugène Ysaÿe. Deru exprime publiquement la reconnaissance de la Belgique aux Américains, généreux envers les victimes de la guerre. 
Il mène une carrière américaine pendant plusieurs années, donnant des concerts dans de nombreuses villes, accompagnés de divers partenaires, dont son épouse. Il étoffe son répertoire de nouvelles pièces, comme Deep River de Samuel Coleridge-Taylor', arrangée par la violoniste américaine Maud Powell. 
Le 2 février 1917, il joue en trio avec le pianiste Hans Ebell et le violoncelliste Ralph Springer Smalley au Steinert Hall de Boston. Quelques semaines plus tard, le 24 mars, il joue au Woman's Club de Brooklyn pour la Croix-Rouge. 
Deru participe à un concert dans l'Aeolian Hall de New York le 18 avril 1917, aux côtés d'Eugène Ysaÿe et de son fils violoniste Gabriel. Au programme : Sonate de Franck par Deru et Gaston Dethier au piano, le Concerto pour deux violons de Bach par Eugène Ysaÿe et Deru, puis le Concerto pour trois violons de Vivaldi par Eugène et Gabriel Ysaÿe et Deru. Deru joue aussi Deep River, un Menuet de Mozart, la Mélodie de Gluck-Kreisler ainsi que la Sarabande et le Tambourin de Leclair. 
Le 2 mai 1917, une soirée est organisée en faveur des enfants belges au Court Theater de Chicago. Deru s'y produit accompagné par sa femme dans la Chaconne de Vitali, la Mélodie de Gluck-Kreisler, Deep River et deux Mazurkas de Wieniawski, tandis que Mme Victor Horta fait un exposé intitulé "Belgium Then and Now" qu'elle illustre de photos prises dans divers lieux en Belgique. 
En septembre 1917, il donne un concert à Southampton, accompagné par sa femme, et dont les bénéfices sont réservés aux victimes de la guerre. Le 1er octobre 1917, il se produit avec le pianiste Charles Cooper, dans la région de Woodstock, au Maverick Music Hall. Toujours en octobre 1917, Deru est engagé par la New York Chamber Music Society, en remplacement d'André Touret.
Il commence l'année 1918 aux États-Unis, en dirigeant le 3 janvier le Woman's Orchestral Club, au Mehlin Hall de New York. Dans une interview publiée dans Musical America du 5 janvier 1918, Deru parle de son violon Andreas Guarnerius et revient sur son passé, en précisant qu'il donnait des concerts partout en Europe; il se souvient également des violonistes américains qui venaient étudier l'été avec Ysaÿe à Godinne, notamment Louis Persinger, Harry Weisbach, Jean Taylor, Laura Wheeler, Fred Landau et Victor Poland. Le 12 février 1918, Deru joue dans un studio du Carnegie Hall, avec le pianiste Charles Cooper avec qui il s'est déjà produit. Ils présentent un répertoire de compositeurs français modernes ainsi que de la musique belge. Deru se produit aussi à Pittsburg et à Brooklyn, en trio avec la pianiste américaine Carolyn Beebe et le violoncelliste originaire de Rouen Paul Kéfer, dans le Trio en ré mineur d'Arensky, la Sonate en la majeur de Brahms et des pièces de Percy Grainger. Le 20 mars 1918, Deru joue à New York, à nouveau dans l'Aeolian Hall, dans un récital commun avec le pianiste néerlandais Jan Sickesz. Au programme : Sonate de Franck, Fantaisie en fa mineur de Chopin jouée par Sickesz, la Chaconne de Vitali, la Berceuse de Fauré, Tempo Martiale de Pugnani, la Sonate en sol de Lekeu. Cette deuxième venue dans cette salle prestigieuse de New York traduit bien la demande du public américain d'entendre un violoniste tel que Deru. Le 4 avril 1918, on donne un récital chez Mme Robert O'Donnel Hizcklay, au bénéfice des enfants belges. Mme Deru accompagne son mari au piano. Il joue des arrangements de l'Air pour la corde de sol de Bach, Rondino de Beethoven-Kreisler, ainsi que Tempo martiale de Pugnani, Sonate en ré majeur de Tartini, Mélodie issue d'Orphée de Gluck, la Chaconne de Vitali, la Berceuse de Fauré, Deep River de Coleridge-Taylor, Mazurka de Wieniawski, et Rêverie du compositeur belge Rena[u]d.
Le 26 août 1918, M. et Mme Deru sont de passage à Carson, près de Los Angeles, chez leur ami Georges D. Smith. Cette précision est la dernière information relevée sur son parcours américain. En septembre 1919, Deru est fait chevalier de la Légion d'honneur par le gouvernement français, tandis que son maître Ysaÿe devient officier de la Légion d'honneur. De retour en Belgique, il donne le 24 janvier 1920 un concert rue de Stassart à Bruxelles, accompagné du pianiste Louis Delune. Quelques semaines plus tard, le 14 février 1920, il participe au concert du Conservatoire de Liège, en tant que professeur nouvellement nommé par le directeur de l'institution Sylvain Dupuis. Il interprète le Concerto pour deux violons en ré mineur de Bach avec Charles Herman.
En août 1920, Ysaÿe organise le centenaire de la naissance d'Henri Vieuxtemps. Il met sur pied un ensemble de festivités pour célébrer son professeur, dans sa ville d'origine : Verviers. La Reine est présente à l'ouverture, et Ysaÿe prononce un discours. Des concerts sont programmés avec notamment Ysaÿe, Mathieu Crickboom mais aussi Mischa Elman, alors en tournée en Europe ; quant à Jacques Thibaud, malade, il ne peut finalement participer à l'événement. Deru joue l'Adagio pour quatuor d'orchestre de Lekeu avec Maurice Dambois au violoncelle. Un concours de violon est spécialement créé pour l'occasion et Deru est dans le jury aux côtés d'Eugène Ysaÿe, de son fils Gabriel Ysaÿe, de Louis Kéfer, d'Albert Zimmer et d'un certain Tracol, un violoniste parisien.
Deru reste en Belgique jusqu'en juillet 1923. Il y poursuit sa carrière de concertiste et de pédagogue. Le 20 janvier 1922, Deru joue à l'Union coloniale avec Germaine Cornélis, harpiste, Fernand Ansseau (ténor de l'Opéra Comique) et Gabriel Minet, pianiste. À la fin de cette même année, le 8 décembre, un concert de Deru est organisé à l'Union coloniale, avec Miranda Palma, cantatrice. Une de ses dernières activités en Belgique aura lieu le 17 février 1923 : Deru est membre du jury du Concours Vieuxtemps, avec Louis Kéfer, Laurent Angenot (alors professeur au conservatoire de La Haye) et Alfred Marchot (professeur au Conservatoire Royal de Bruxelles). En effet, une tournée aux États-Unis le faire repartir une seconde fois pour le continent américain. Il se rend en Californie pour une série de concerts et pour une masterclass à San Francisco. 
Finalement, Deru décide de s'installer aux États-Unis. Il y donne de nombreux concerts et devient concertmeister de l'orchestre symphonique de la California Music League. En 1924, il est également nommé professeur de violon au Conservatoire de San Francisco, succédant au violoniste polonais Artur Argiewicz. Le 13 février 1924, il est invité à jouer au Alumnae Hall du Mills College d'Oakland; le journal local rappelle à cette occasion que Deru avait eu le privilège de se produire à Bruxelles en tant que soliste sous la direction de Saint-Saëns. Une semaine après, Deru est en concert au Wheeler Hall de Berkeley, avec la pianiste anglaise Ellen Edwards. Si cette dernière joue des études de Chopin, ils interprètent ensemble la Sonate de Franck, une Mélodie de Gluck-Kreisler, la Chaconne de Vitali, ainsi que la Ballade et Polonaise de Vieuxtemps. En août 1924, Deru joue au cours d'un dîner organisé par Charles Evans Hughes, alors secrétaire d'État américain, en l'honneur de l'anniversaire du Roi Albert; Raymonde Delaunois du Metropolitan Opera participe aussi à l'événement. Durant cette période, Deru revient néanmoins en Europe; ainsi, au cours de la seconde quinzaine de juillet 1925, il est membre du jury central de musique de Bruxelles, aux côtés d'Émile Mathieu, Arthur De Greef, Laurent Swolfs et Alphonse Voncken.
Malheureusement, Deru décède subitement le 27 mars 1928, dans sa maison de San Francisco. Beaucoup d'artistes réagissent et témoignent de la grande admiration et de la sympathie qu'ils avaient pour Deru. Son professeur et ami Eugène Ysaÿe donnera une interview élogieuse à propos du violoniste. Le 13 juin 1928, une messe de Requiem est dite en souvenir de Deru, en l'église des Pères Dominicains de Bruxelles.
Dès 1928, le concours Vieuxtemps, selon la volonté de Mme Deru, va se réorganiser pour introduire un prix Deru, décerné en alternance avec le prix Vieuxtemps. La ville de Verviers rendant ainsi hommage à deux de ses illustres citoyens.

## Distinctions
Édouard Deru est officier de l'Ordre de la Couronne et chevalier de l'Ordre de Léopold.

## Concours Deru
Respectant la volonté d'Édouard Deru, un concours de violon réservé aux jeunes violonistes belges est organisé dès l'année de son décès tous les deux ans à Verviers, sa ville natale. Parmi les lauréats figurent Véronique Bogaerts ou Daniel Rubenstein (* 1971).